# パウル・クラウス
パウル・クラウス（Paul Eliezer Kraus; 1904年 - 1944年）は、8-10世紀イスラーム圏の科学思想と哲学を専門に研究した東洋学者、科学史学者。プラハに生まれ、エルサレム、ベルリン、パリで研究したのち、カイロで亡くなった。錬金術師ジャービル・イブン・ハイヤーンの研究で知られる。

## 生涯
1904年12月11日、オーストリア＝ハンガリー帝国時代のチェコ、プラハに生まれた。生家はドイツ語を母語とするユダヤ人の家系である。1923年に中等教育を終え、1925年までドイツ大学プラハ（カレル大学に吸収される前の大学組織）に在籍した。1925年、キブツ運動に参加する父母とともに、パレスチナに入植する。しかしキブツでの生活に不満を抱き、翌1926年に、エルサレムで開学したばかりのヘブライ大学で学び始めた。大学での学びと並行して、レバノンやトルコなど中東の各所への研究旅行を実施し、考古学やセム諸語の研究、聖書研究に没頭した。1927年にベルリン大学へ移り、古代バビロニアの書簡学（Babylonian epistolography）の分野で博士論文を完成させた。指導教官はアッシリア学専門家ブルーノ・マイスナー、博論のタイトルは Altbabylonische Briefe aus der vorderasiatischen Abteilung der Preussischen Staatsmuseen zu Berlin (Mitteilungen der vorderasiatischaegyptischen Gesellschaft, 35–36, 1931–32) である。
1929年からベルリン科学史研究所（Forschungsinstitut für Geschichte der Naturwissenschaften in Berlin）にポストを得て、研究や執筆をつづけた。この時期からイスラーム教徒圏における科学の歴史に、次第に強い関心を持つようになり、その後の生涯をかけて追い求めていくテーマになった。ベルリン時代、クラウスは、8世紀のアラブ人錬金術師ジャービルに帰せられる膨大な文献群に関する、ある発見をする。それは「ジャービル文献」と呼ばれる、これら、化学に関する文献が、実際には10世紀のエジプトに勃興したファーティマ朝を支持するイスマーイール派の学者たちによって書かれたものであるかもしれない、という発見だった。
クラウスはなおもベルリンで研究を続けようとしたが、ユダヤ人の学者が次々と大学のポストを追われていることがわかり、1933年にベルリンを去ってパリへ移住した。パリでは3年ほどの間、高等研究応用学院やパリ第1大学科学史哲学研究所で、ルイ・マシニョンとともに研究を続けたが、フランスの市民権を持っていなかったため大学等からポストを得ることができなかった。
1936年にエジプト大学（カイロ大学の前身）が史料批判とセム諸語の講座をクラウスのために用意し、クラウスはこれに応じてエジプトへ移住した。クラウスは1944年に亡くなるまでこのポストにあったが、その一方で、パリやエルサレムにたびたび出張して調査を指導したり、ルイ・マシニョン、アンリ・コルバン、シュロモ・ピネスといった研究仲間と議論したりした。1941年にクラウスは、ベルリンにいたころにすでに知り合っていた女性、ベッティーナ・シュトラウスと結婚した。ベッティーナは哲学者のレオ・シュトラウスの妹である。1942年に娘（ジェニー）が生まれるが、ベッティーナはお産の時に亡くなった。
クラウスは引き続き、エジプトとパレスチナを往復してカイロ大学、アレクサンドリア大学、ヘブライ大学で講義や研究を続け、1944年の夏にヘブライ大学で中世英文学を教えていた熱心なシオニスト、ドロシー・メトリツキと再婚した。その1,2か月後にクラウスは、娘と妻をエルサレムに残して、単身でカイロへ戻った。第二次世界大戦とアラブ民族主義運動のさなかにあった当時のエジプトは政治的状況が悪化していた。カイロ大学のディーンでありクラウスの精神的支えでもあったターハー・フサインは政治的理由によりすでに大学を辞めさせられていた。1944年10月12日にカイロの自宅の浴室で、クラウスが死んでいるのが発見された。自宅はレバノン出身の学生アルベール・フーラーニーとその弟が部屋を借りており、クラウスの遺体は彼らにより発見された。クラウスは、理不尽な理由で大学のポストを追われることになることを知った直後であった。
エジプトの警察はクラウスの死を自殺として処理した。しかし義兄のレオ・シュトラウスは殺人を示唆する証拠があることから疑いを持ち、後年にはクラウスの死が政治的理由による謀殺であると信じるようになった。シュトラウス夫妻は4歳になる遺児ジェニーを養女として引き取った。

## 著作
パウル・クラウスはイスラーム圏における化学を含む科学の研究で功績があり、主要な研究はジャービル・ブン・ハイヤーンに関するものである。
クラウスはユリウス・ルスカと共同研究したこともあるが、ルスカがアルシミ（alchimie: 錬金術）を初期のシミ（chimie: 化学）と考えがちであったのに対し、クラウスはこの点で非常に異なり、錬金術を思想史の一部のようにとらえた。クラウスによると、「アラブの錬金術師ジャービル」は、歴史上、唯一無比の存在である。ジャービルの著作は、複数の者が入念に書き上げた原稿を集成したものであって、その大部分にイスマーイール主義のプロパガンダが隠されている。クラウスは、主著である、Jâbir ibn Hayyân – Contribution à l’histoire des idées scientifiques dans l’Islam – Jâbir et la science grecque (1942-43) において、知識の意図的な散逸、ナバテア人の農業、性的行動における錬金術、軍事戦略、ピュタゴラス派の数秘術、中国の技術、言語の起源といったテーマについて論じた。
Alchemie, Ketzerei und Apokryphen im frühen Islam: Gesamelte Aufsatze は、アンリ・コルバンが集めた論文原稿をレミ・ブラーグがドイツ語で出版した、クラウスの遺稿集である。この遺稿集の序文で、アレクサンドル・コジェーヴは「クラウスの著作を読み、そのおかげで私はイスラームのことについて何も知らないということを知った」と書いている。クラウスは、パリにおけるコジェーヴのヘーゲル研究会に欠かさず出席していた。

## 著作一覧
- Contribution à l’histoire des idées scientifiques dans l’Islam. Le Caire, Imprimerie de l’Institut français d’archéologie orientale, 1943.
- Jâbir ibn Hayyân: Contributions à l’Histoire des Idées Scientifiques dans l’Islam I: Jâbir et la Science Grecque. Mémoires de l’Institut d’Égypte 44, 1 (1942).
- Jâbir ibn Hayyân: Contributions à l’Histoire des Idées Scientifiques dans   l’Islam II: Le Corpus des Écrits Jâbiriens. Mémoires de l’Institut d’Égypte. 45, 1 (1943).
- Alchemie, Ketzerei, Apokryphen im frühen Islam. Gesammelte Aufsätze, Herausgegeben und eingeleitet von Rémi Brague, Hildesheim et al., Olms, 1994, XIII + 346 p.

## 関連文献
- クラウスの生涯については以下を参照。
  - Rémi Brague, « Paul Kraus: Person und Werk (1904-1944) », dans l'ouvrage Alchemie, Ketzerei, Apokryphen im frühen Islam, Olms, 1994, p. VII-XIII.
  - Joel L. Kraemer, « The Death of an Orientalist: Paul Kraus from Prague to Cairo » dans The Jewish Discovery of Islam: Studies in Honor of Bernard Lewis, Université de Tel Aviv, 1999, viii + 311 p.